# وحيدات الخلية التلية ملتهمة الفطر
وحيدات الخلية التلية ملتهمة الفطر (الاسم العلمي: Collimonas fungivorans) هي نوع من البكتيريا، سلبية الغرام، تتبع جنس وحيدات الخلية التلية.